# Volci (popolo)

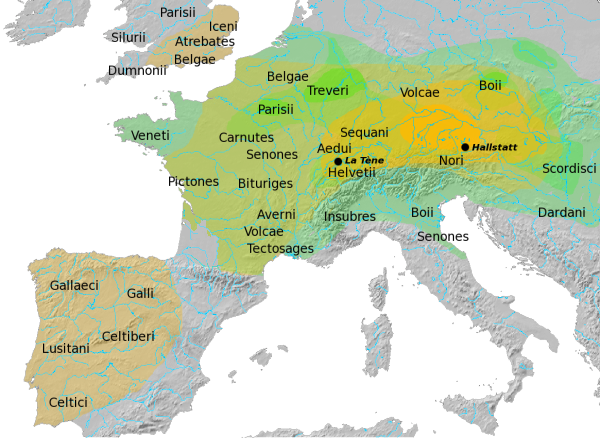
Insediamenti dei Volci (Volcae) in relazione alla cultura di Hallstatt (giallo) e di La Tène (verde)

Luogo di provenienza dei Volci e delle loro migrazioni

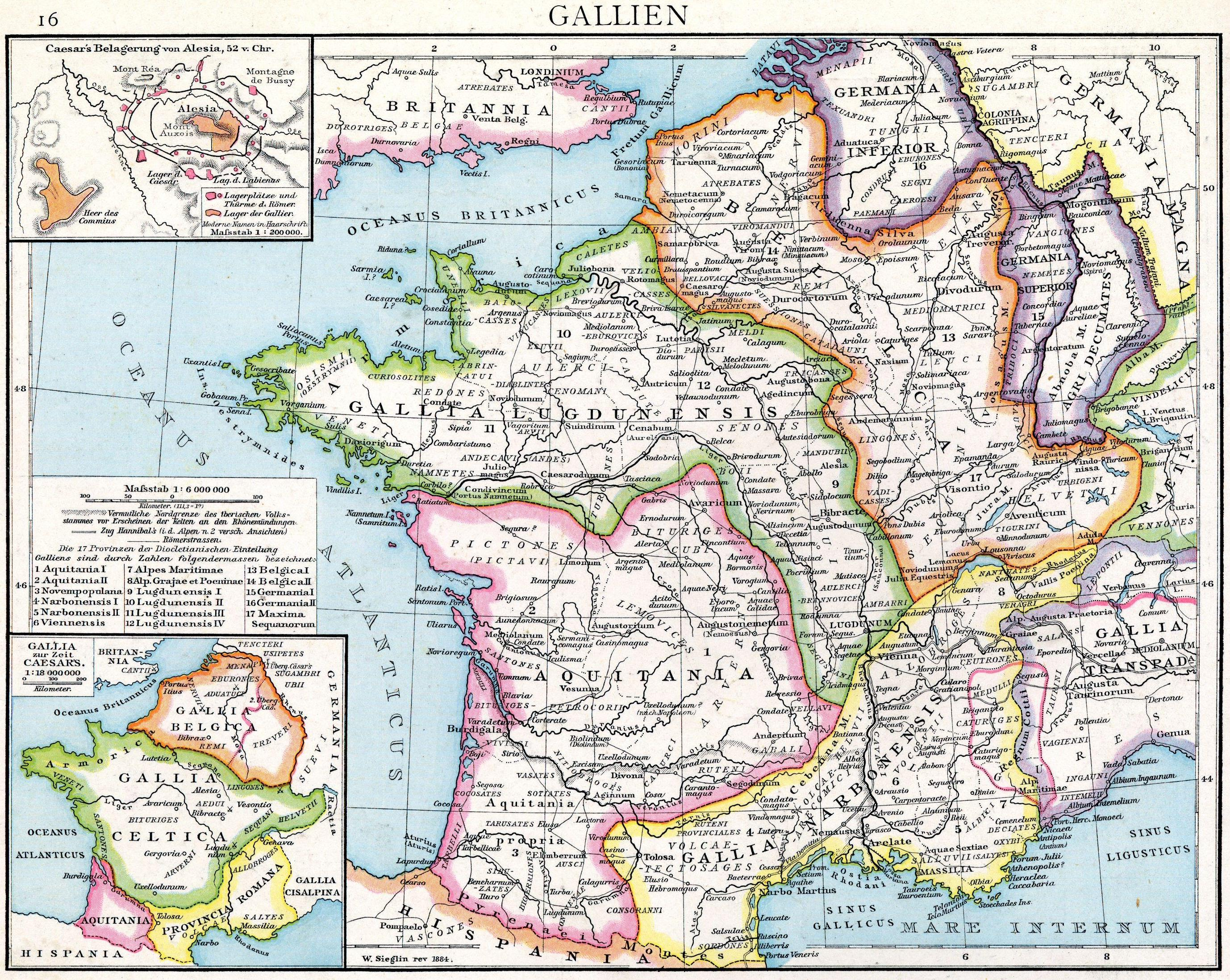
Localizzazione dei Volci Tectosagi e dei Volci Arecomici nella Gallia Narbonense

I Volci (in latino Volcæ) erano un popolo celtico originario della valle del Danubio in una zona compresa fra la Franconia e la Boemia. Il loro nome, tradotto in varie lingue, sarà utilizzato come sinonimo di popolo non-germanico per antonomasia, a meno che il loro nome stesso non nasca da un termine germanico indicante l'essere straniero.

## Origini e storia
Con ogni probabilità i Volci erano una delle nuove entità etniche formatesi durante l'espansione militare celtica all'inizio del III secolo avanti Cristo.
Insieme con i Boii a ovest ed i Cotini ad est, i Volci caratterizzarono questa zona di insediamento celtico per lo sfruttamento delle risorse naturali su grande scala e la presenza di artigiani molto abili nella lavorazione del ferro. Questa cultura fiorì in particolare tra la metà del II secolo e la metà del I secolo a.C. fino a quando questi popoli finirono per essere schiacciati sotto la pressione combinata dei Germani dal nord e dei Daci da est.
Dotati di grande mobilità parteciparono, insieme ai loro vicini Boii, alla spedizione celtica nei Balcani, nel 280 a.C.

### Galati
Successivamente a questa spedizione, un ramo di Volci Tectosagi, insieme ai Tolistobogi e ai Trocmi, dando origine al popolo noto come Galati, si spostarono in Anatolia, dove si stabilirono in una zona della moderna Turchia centrale, che prese il nome di Galazia e che darà poi il nome all'omonima provincia romana.
Un secondo gruppo, dopo il ritorno nei luoghi di origine, si diresse tra il 270 e il 260 a.C. nella Gallia Narbonense ove occupò due distinte parti: i Volci Tectosagi si insediarono nella parte a ovest con loro capitale Tolosa, mentre il gruppo dei Volci Arecomici si insediò nella zona del Rodano con capitale Nemausus (attuale Nîmes); il fiume Arauris (attuale Hérault) costituiva il confine tra le due tribù.
Vennero sconfitti da Annibale durante il suo passaggio, quando decise di valicare le Alpi e portare la guerra contro i Romani in Italia.

## I Volci e gli storici romani
Numerose sono le citazioni sul Volci da parte degli storici e politici romani; fra questi Giulio Cesare nel De bello gallico, Cicerone nella sua orazione pronunciata nel ruolo di difensore di Marco Fonteio, e Tito Livio nell'Ab Urbe condita.

### Giulio Cesare
Giulio Cesare nel VI libro del De Bello Gallico cita i Volci dandone anche una valutazione sociologica e ipotizzando la loro collocazione geografica.
(Giulio Cesare, De bello gallico, VI, 24)
Cesare era quindi convinto che al tempo in cui lui scrive (tra il 58 e il 50 a.C.) i Volci avessero la loro origine a nord-est del Reno in quella che è oggi la Germania centro-occidentale, nella zona dell'alto bacino del Weser. A conferma di questa ipotesi l'accostamento alla Foresta Ercinia che corrispondeva al complesso di sistemi boscosi compresi tra il Reno e i Carpazi.

### Tito Livio
(Tito Livio, Ab Urbe condita,  XXI, 26.)
Tito Livio fa riferimento agli eventi della Seconda guerra punica quando, nel 218 a.C., Annibale si trovò ad attraversare la Gallia diretto verso l'Italia alla testa del suo esercito.

### Marco Tullio Cicerone
(Marco Tullio Cicerone, Pro Marco Fonteio, 26.)